# آرت هیندل
آرت هیندل (انگلیسی: Art Hindle؛ زادهٔ ۲۱ ژوئیهٔ ۱۹۴۸) هنرپیشه و کارگردان اهل کانادا است. از فیلم‌هایی که وی در آن نقش داشته است می‌توان به فرزندان و داستان لوک اشاره کرد.